# 岐阜市北部コミュニティセンター
岐阜市北部コミュニティセンター（ぎふしほくぶコミュニティセンター）とは、岐阜県岐阜市にある公共施設。
岐阜市東部地域の交流活動、生涯学習を実践する場である。北部ふれあい保健センターを併設する。1984年（昭和59年）開館。

## 主な施設
- 集会室
- 教養娯楽室
- 大集会室
- 会議室
- 防災会議室
- チビッ子室
- 料理講習室
- 生活相談室
- サークル室 など

## 公共交通機関
- 岐阜バス
  - 三田洞線「福光球場前」下車徒歩約3分。
  - 岐阜高富線、岐北線、高美線、岐阜板取線、茜部三田洞線、岐阜女子大線「長良高見」下車徒歩約10分。